# Roger Cloud
Roger Cloud (* 4. Dezember 1909 in De Graff, Ohio; † 20. April 1988 in Columbus, Ohio) war ein US-amerikanischer Politiker (Republikanische Partei). Er saß in der Ohio General Assembly. Dann war er von 1965 bis 1966 und von 1967 bis 1971 Auditor of State von Ohio.

## Werdegang
Über die Jugendjahre von Roger Cloud ist nichts bekannt. Er besuchte die High School in De Graff und machte 1926 seinen Abschluss. In der Folgezeit arbeitete er als Farmer und Fabrikarbeiter. Cloud saß in der ansässigen Schulbehörde in De Graff. 1940 gewann er die Wahl zum County Commissioner im Logan County. Er bekleidete den Posten von 1941 bis 1949. Seine Amtszeit war vom Zweiten Weltkrieg überschattet. Cloud kandidierte 1948 erfolgreich für einen Sitz im Repräsentantenhaus von Ohio und nahm diesen Anfang 1949 ein. Er hielt den Posten als Speaker of the House von 1955 bis 1959 und von 1961 bis 1967. Der Gouverneur von Ohio, Jim Rhodes, ernannte Chester W. Goble vorübergehend zum Auditor of State, um die Vakanz zu füllen, die durch den Tod von Auditor of State Roger W. Tracy entstand. In der Folgezeit ernannte Rhodes Cloud im September 1965 für die verbliebene Amtszeit von Tracy zum Auditor of State. Bei den Wahlen Ende 1966 wurde Cloud zum Auditor of State gewählt und bekleidete dann den Posten von 1967 bis 1971. Cloud kandidierte 1970 für die republikanische Nominierung für das Amt des Gouverneurs von Ohio, da Rhodes wegen einer Amtsbeschränkung nicht ein weiteres Mal antreten konnte. Er besiegte bei den Vorwahlen den Kongressabgeordneten Buz Lukens, erlitt aber eine Niederlage gegenüber dem Demokraten John J. Gilligan. Der Crofters-Skandal überschattete die Wahl. Dabei hat der republikanische Treasurer of State von Ohio, John D. Herbert, mit einem großen Wahlkampfspender Staatsgelder in sittenwidrigen Investments angelegt. Nach seiner Niederlage zog sich Cloud aus der Politik zurück. Er verstarb 1988 in Columbus und wurde dann dort auf dem Green Lawn Cemetery beigesetzt.
Cloud heiratete 1934 Llewellyn DeWeese (1904–1995). Das Paar hatte zwei Kinder.